# Mezquitalillo, Durango
Mezquitalillo är en ort i Mexiko.   Den ligger i kommunen Nazas och delstaten Durango, i den centrala delen av landet, 800 km nordväst om huvudstaden Mexico City. Mezquitalillo ligger 1 284 meter över havet och antalet invånare är 104.
Terrängen runt Mezquitalillo är huvudsakligen kuperad. Mezquitalillo ligger nere i en dal som går i öst-västlig riktning. Runt Mezquitalillo är det mycket glesbefolkat, med 5 invånare per kvadratkilometer. Närmaste större samhälle är Los Amoles, 14,4 km väster om Mezquitalillo. Omgivningarna runt Mezquitalillo är i huvudsak ett öppet busklandskap.